# Libanistenclub
De Libanistenclub was van 1932 tot circa 1962 een sociëteit voor Libanese Surinamers aan de Zwartenhovenbrugstraat in Paramaribo.
De club werd opgericht om contact van Libanezen in Suriname onderling te bevorderen. De drijvende kracht erachter was Jozef Nassief, een van de rijkste mensen in Suriname in die tijd. De leden waren uitsluitend mannen.
De sociale cohesie was in de praktijk een effectief middel om de Libanezen als hechte groep bij elkaar te houden. Huwelijken met Surinamers uit andere bevolkingsgroepen waren uit den boze, waardoor de club ook als middel diende om te voorkomen dat Libanezen buiten de groep huwden. Hoewel uitzonderlijk, gebeurde dit soms toch, ook al aan het begin van de 20e eeuw.
De club diende niettemin ook voor andere sociale doeleinden en ter ontspanning. Tijdens de Tweede Wereldoorlog gaven de leden ruimhartig tijdens donatieacties. Toen Mr. Dr. R. Pos in 1947 benoemd werd tot de Surinaamse vertegenwoordiger in Nederland, deed de club hem een fraaie lucifersstaander cadeau.  In 1951 was het een van de clubs waar de politie een inval deed en gokautomaten (jackpots) in beslag nam. Hetzelfde gebeurde bij andere sociëteiten, zoals Het Park en de officiersclub.
De binding van Nassief bleek toen na zijn dood in 1962 de club uit elkaar viel. Met het verdwijnen van de Libanistenclub verdween ook de blik naar binnen en gingen de Libanezen steeds meer op in de Surinaamse samenleving.